# San José (distrito de Azángaro)
San José é um distrito do Peru, departamento de Puno, localizada na província de Azángaro.

## Transporte
O distrito de San José não é servido pelo sistema de estradas terrestres do Peru.